# M1130 Stryker
M1130 «Страйкер» (англ. M1130 Commander's Vehicle) — бронетранспортер-командирська машина (командно-штабна машина) виробництва США.
M1130 Commander's Vehicle належить до сімейства бойових машин «Страйкер» й призначена для забезпечення надійності та безперервності управління військами в бригадній ланці. Командно-штабна машина оснащена усіма необхідними засобами керівництва військами й забезпечує збір, обробку, аналіз та передачу інформації, а також функції контролю за ходом виконання бойових завдань.